# Warszewiczia
Warszewiczia es un género de plantas con flores del orden de las Gentianales de la familia de las Rubiaceae. se encuentra en Centroamérica y Sudamérica.

## Especies más conocidas
- Warszewiczia coccinea
- Warszewiczia longistaminea
- Warszewiczia schwackei
- Warszewiczia uxpanapensis